# Phalacronotus micronemus
Phalacronotus micronemus es una especie de peces de la familia Siluridae en el orden de los Siluriformes.

## Morfología
• Los machos pueden llegar alcanzar los 50 cm de longitud total.

## Alimentación
Come peces s pelágicos y gambas.

## Hábitat
Es un pez de agua dulce y de clima tropical.

## Distribución geográfica
Se encuentran en Asia: desde Tailandia hasta Indonesia.

## Uso comercial
Se vende fresco o ahumado en una brocheta.